# Le Barroux
Le Barroux este o comună în departamentul Vaucluse din sud-estul Franței. În 2009 avea o populație de 631 de locuitori.

## Evoluția populației
| An        | 1975 | 1982 | 1990 | 1999 | 2006 | 2009 |
| --------- | ---- | ---- | ---- | ---- | ---- | ---- |
| Populație | 348  | 437  | 499  | 569  | 615  | 631  |